# Kvibille BK
Kvibille BK är en svensk fotbollsklubb som spelar i Kvibille, i Hallands län. Klubben grundades 1940, och spelar sina hemmamatcher på Björkevi, vilket ligger på en backe nära samhällets centrum. Klubben spelar i Division 4 Halland Elit, men var väldigt nära att bli uppflyttade till Division 3, vid två tillfällen under senare tid. Under säsongen 2013 slutade Kvibille BK på en 5:e plats, endast ett par poäng från första platsen. Historien upprepade sig själv säsongen efter. Kvibille BK slutade då på 6:e plats, ett fåtal poäng från andraplatsen, vilket kunde betyda uppflyttning. Kvibille BK har Kvibille cheddar som huvudsponsor, vilket är ett företag som producerar ostar i det lokala mejeriet.

## Bakgrund
Kvibille BK spelar för närvarande i Division 4 Halland Elit, vilket är den sjätte högsta divisionen i svensk fotboll. Klubben spelar sina hemmamatcher på Björkevi i Kvibille, där det har spelats fotboll sedan 1954. Kvibille BK har sina träningar på Slättevi, vilket ligger ett par hundra meter ifrån matchplanen.
Klubben är inskriven i Hallands Fotbollförbund och har spelat i Svenska cupen vid fem tillfällen: 1992/93, 2004, 2005, 2012 och 2014. Under säsongen 2012 blev Kvibille BK utslagna ur cupen i den första omgången mot Torns IF, med resultatet 1-3. Målskyttar i Torns IF: Nilsson, Grönevik and Rendin, i Kvibille BK Victor Jarälv. När Kvibille BK spelade Svenska cupen under 2014, blev klubben utslagna av IS Halmia, efter en 0-1-förlust. Målskytt: P.Gulda. Matchen var ett halmstadsderby, och det skrevs om den i den lokala nyhetstidningen "Hallandsposten".

## Säsong till säsong
| \| Säsong \| Rank \| Division \| Distrikt \| Placering \| Förflyttningar \| \| ------ \| ------ \| ---------- \| ------------ \| --------- \| -------------- \| \| 2006* \| Rank 6 \| Division 4 \| Halland \| 7 \| \| \| 2007 \| Rank 6 \| Division 4 \| Halland \| 12 \| Nedflyttade \| \| 2008 \| Rank 7 \| Division 5 \| Halland \| 6 \| \| \| 2009 \| Rank 7 \| Division 5 \| Halland \| 4 \| \| \| 2010 \| Rank 7 \| Division 5 \| Halland \| 3 \| \| \| 2011 \| Rank 7 \| Division 5 \| Halland \| 2 \| Uppflyttade \| \| 2012 \| Rank 6 \| Division 4 \| Halland Elit \| 7 \| \| \| 2013 \| Rank 6 \| Division 4 \| Halland Elit \| 5 \| \| \| 2014 \| Rank 6 \| Division 4 \| Halland Elit \| 6 \| \| *Ligasystemet gjordes om under 2006, vilket resulterade i en ny division i rank 3. Vilket ledde till att följande ranker föll en position. |        |            |              |           |                |
| Säsong | Rank   | Division   | Distrikt     | Placering | Förflyttningar |
| 2006* | Rank 6 | Division 4 | Halland      | 7         |                |
| 2007 | Rank 6 | Division 4 | Halland      | 12        | Nedflyttade    |
| 2008 | Rank 7 | Division 5 | Halland      | 6         |                |
| 2009 | Rank 7 | Division 5 | Halland      | 4         |                |
| 2010 | Rank 7 | Division 5 | Halland      | 3         |                |
| 2011 | Rank 7 | Division 5 | Halland      | 2         | Uppflyttade    |
| 2012 | Rank 6 | Division 4 | Halland Elit | 7         |                |
| 2013 | Rank 6 | Division 4 | Halland Elit | 5         |                |
| 2014 | Rank 6 | Division 4 | Halland Elit | 6         |                |